# Сулин
Сулин (слч. Sulín) насељено је мјесто са административним статусом сеоске општине (слч. obec) у округу Стара Љубовња, у Прешовском крају, Словачка Република.

## Становништво
| Година:    | 1994. | 2004. | 2014.    | 2024.    |
| ---------- | ----- | ----- | -------- | -------- |
| Број људи: | 450   | 414   | 345      | 292      |
| Разлика:   |       | -8 %  | -16,66 % | -15,36 % |

| Година:    | 2023. | 2024.   |
| ---------- | ----- | ------- |
| Број људи: | 301   | 292     |
| Разлика:   |       | -2,99 % |

Према подацима о броју становника из 2024. године насеље је имало 292 становника.